# Jevgenij Minajev
Jevgenij Gavrilovitj Minajev (ryska: Евгений Гаврилович Минаев), född 21 maj 1933 i Klin, död 8 december 1993 i Klin, var en sovjetisk tyngdlyftare.
Minajev blev olympisk guldmedaljör i 60-kilosklassen i tyngdlyftning vid sommarspelen 1960 i Rom.